# Stadion CSC Nika
Het Stadion CSC Nika is een multifunctioneel stadion in Oleksandrija, een stad in Oekraïne. Het stadion ligt ten noordwesten van het centrum van die stad. CSC staat voor Cultureel Sportcomplex.
Dit stadion werd gebouwd op de plek van het oude Shakhtarstadion. Het stadion werd geopend op 30 mei 1998. In het stadion is plaats voor 7.000 toeschouwers. Het stadion wordt vooral gebruikt voor voetbalwedstrijden, de voetbalclub PFK Oleksandrija maakt gebruik van dit stadion. Tussen 2004 en 2006 speelde MFC Oleksandriya in dit stadion.